# Flughafen Los Cabos

i8
i11
i13
Der Flughafen Los Cabos (spanisch Aeropuerto Internacional de Los Cabos, IATA-Code: SJD, ICAO-Code: MMSD) ist ein internationaler Flughafen bei der Stadt San José del Cabo im Bundesstaat Baja California Sur auf der Halbinsel Niederkalifornien im Westen Mexikos. Er dient vorrangig touristischen Zwecken.

## Lage
Der Flughafen Los Cabos befindet sich nahe der Südspitze der Halbinsel Baja California bei der Stadt San José del Cabo etwa 1100 km (Luftlinie) nordwestlich von Mexiko-Stadt in einer Höhe von ca. 114 m.

## Flugverbindungen
Es werden sowohl viele nationale Flüge von und nach Mexiko-Stadt und anderen mexikanischen Städten als auch zahlreiche internationale Flüge zu Städten in den USA abgewickelt.

## Passagierzahlen
Im Jahr 2019 wurden erstmals mehr als 5 Millionen Passagiere abgefertigt. Danach erfolgte ein vorübergehender deutlicher Rückgang aufgrund der COVID-19-Pandemie.